# Lakonien
Lakonien eller Laconia (græsk: Λακωνία, Lakonía, [lakoˈni.a]) er en historisk og regional enhed i Grækenland beliggende på den sydøstlige del af Peloponnes-halvøen. Dens administrative hovedstad er byen Sparta. Ordet lakonisk - for at tale på en stump, kortfattet måde - er afledt af navnet på dette område, en henvisning til de gamle spartanere, der var kendt for deres verbale stramhed og stumpe, ofte markante bemærkninger.

## Geografi
Lakonien grænser op til Messenien mod vest og Arkadien mod nord og er omgivet af Myrtoanhavet mod øst og af Den Lakoniske Bugt og Middelhavet mod syd. Det omfatter Kap Malea og Kap Tainaro og en stor del af Mani-halvøen. Mani-halvøen ligger i den vestlige del af Laconien. Øerne Kithira og Antikythera ligger mod syd, men de hører administrativt til Attikas regionale enhed Øerne. Øen, Elafonisos, beliggende mellem det lakoniske fastland og Kythira, er en del af Lakonien.
Eurotas er den længste flod i området. Eurotas-dalen er overvejende en landbrugsregion, der indeholder mange citrus-, olivenlunde og græsarealer. Det er stedet for den største appelsinproduktion på Peloponnes og sandsynligvis i hele Grækenland. Lakonia, et mærke af appelsinjuice, er baseret i Amykles.
De vigtigste bjergkæder er Taygetus (2.407 moh.) i vest og Parnon 1.961 moh.) i nordøst. Taygetus, kendt som Pentadaktylos (fem-fingre) i hele middelalderen, ligger vest for Sparta og Eurotas dalen. Det er det højeste bjerg i Laconien og Peloponnes og er hovedsageligt dækket af fyrretræer. To veje forbinder de regionale enheder Messenien og Laconien: den ene er et snoet bjergpas gennem Taygetus, og den anden går udenom bjerget via Mani-distriktet mod syd.
Drypstensgrotten, Dirou, der er en stor turistattraktion, ligger syd for Areopoli i den sydvestlige del af Lakonien.

## Kommuner
Den regionale enhed, Laconien, er opdelt i fem kommuner. Disse er (numre som på kortet i infoboksen):
- Øst Mani ( Anatoliki Mani, 2)
- Elafonisos (3)
- Eurotas (4)
- Monemvasia (5)
- Sparta (1)

### Præfektur
Som en del af Kallikratis regeringsreform i 2011 blev den regionale enhed Laconien oprettet ud af det tidligere præfektur Laconien (græsk: Νομός Λακωνίας). Præfekturet havde samme udstrækning som den nuværende regionale enhed. Samtidig blev kommunerne omorganiseret, ifølge nedenstående tabel.
| Ny kommune                        | Gamle kommuner | Sæde       |
| --------------------------------- | -------------- | ---------- |
| Øst Mani </br> ( Anatoliki Mani ) | Øst Mani       | Gytheio    |
| Øst Mani </br> ( Anatoliki Mani ) | Gytheio        | Gytheio    |
| Øst Mani </br> ( Anatoliki Mani ) | Oitylo         | Gytheio    |
| Øst Mani </br> ( Anatoliki Mani ) | Sminos         | Gytheio    |
| Elafonisos                        | Elafonisos     | Elafonisos |
| Eurotas                           | Skala          | Skala      |
| Eurotas                           | Geronthres     | Skala      |
| Eurotas                           | Elos           | Skala      |
| Eurotas                           | Krokees        | Skala      |
| Eurotas                           | Niata          | Skala      |
| Monemvasia                        | Monemvasia     | Molaoi     |
| Monemvasia                        | Asopos         | Molaoi     |
| Monemvasia                        | Voies          | Molaoi     |
| Monemvasia                        | Zarakas        | Molaoi     |
| Monemvasia                        | Molaoi         | Molaoi     |
| Sparti                            | Sparti         | Sparti     |
| Sparti                            | Therapnes      | Sparti     |
| Sparti                            | Karyes         | Sparti     |
| Sparti                            | Mystras        | Sparti     |
| Sparti                            | Oinountas      | Sparti     |
| Sparti                            | Pellana        | Sparti     |
| Sparti                            | Faris          | Sparti     |